# Aude Pollet
Aude Pollet née le 25 septembre 1986 à Laragne-Montéglin, est une coureuse cycliste professionnelle française.

## Palmarès sur route
- 2003
  - 3e du championnat de France sur route juniors
- 2005
  - coupe de France espoirs 
  - coupe de France juniors
- 2006
  - 2e du Cholet-Pays de Loire Dames
- 2008
  - 2e de Lyon Montplaisir
  - 3e du Grand Prix Fémin'Ain